# Spathius prusias
Spathius prusias är en stekelart som beskrevs av Nixon 1943. Spathius prusias ingår i släktet Spathius och familjen bracksteklar. Inga underarter finns listade i Catalogue of Life.